# Paris Open 1995
Il Paris Masters 1995 è stato un torneo di tennis che si è giocato sul Sintetico indoor. È stata la 24ª edizione del Paris Masters, che fa parte della categoria Super 9 nell'ambito dell'ATP Tour 1995. Il torneo si è giocato nel Palais omnisports de Paris-Bercy di Parigi in Francia, dal 30 ottobre al 6 novembre 1995.

## Campioni

### Singolare
Pete Sampras ha battuto in finale  Boris Becker con il punteggio di 7–6(5), 6–4, 6–4

### Doppio
Grant Connell /  Patrick Galbraith hanno battuto in finale  Jim Grabb /  Todd Martin con il punteggio di 6–3, 7–6